# Claude Bartolone
Claude Bartolone (ur. 29 lipca 1951 w Tunisie) – francuski polityk, wieloletni deputowany, od 2012 do 2017 przewodniczący Zgromadzenia Narodowego.

## Życiorys
Z wykształcenia handlowiec. W połowie lat 70. zaangażował się w działalność Partii Socjalistycznej. W 1982 wszedł w skład krajowych władz wykonawczych tego ugrupowania. Pełnił funkcję sekretarza krajowego m.in. ds. młodzieży i wyborów, a od 2008 odpowiadającego za relacje międzynarodowe.
W 1981 po raz pierwszy został deputowanym do Zgromadzenia Narodowego z departamentu Sekwana-Saint-Denis. Mandat deputowanego pełnił nieprzerwanie do 1998, kiedy to w rządzie Lionela Jospina został ministrem delegowanym (wiceministrem) ds. miast. Urząd ten sprawował do 2002, w tym samym roku ponownie został deputowanym. Również w wyborach w 2007 i w 2012 skutecznie ubiegał się o reelekcję. Po tych ostatnich, wygranych przez socjalistów, został wybrany na przewodniczącego niższej izby francuskiego parlamentu XIV kadencji.
Obejmował też różne funkcje w administracji terytorialnej. W latach 1995–1998 był merem Pré-Saint-Gervais, a od 2001 do 2008 zastępcą burmistrza tej miejscowości. Od 1998 przez cztery lata zasiadał w radzie regionu Île-de-France. Od 2008 do 2012 był przewodniczącym rady generalnej Sekwana-Saint-Denis. W 2015 ubiegał się o prezydenturę regionu Île-de-France, przegrywając z Valérie Pécresse; został wówczas ponownie radnym regionu, rezygnując z mandatu wkrótce po wyborze. W 2017 nie kandydował w kolejnych wyborach parlamentarnych.

## Odznaczenia
- Krzyż Wielki Orderu Zasługi (Senegal, 2013)[3]
- Krzyż Wielki Orderu Zasługi Republiki Włoskiej (2012)[4]